# Giovanni Maria Pellizzari
Giovanni Maria Pellizzari (San Zenone degli Ezzelini, 26 febbraio 1851 – Piacenza, 18 settembre 1920) è stato un vescovo cattolico italiano.

## Biografia
Nacque a San Zenone degli Ezzelini, nell'attuale provincia di Treviso, ma allora parte del regno Lombardo-Veneto.

### Formazione e ministero sacerdotale
Si formò presso il seminario vescovile di Treviso, diocesi presso la quale venne ordinato sacerdote nel 1873. In seguito, conseguì la laurea in matematica e fisica e in filosofia presso l'Università degli Studi di Padova. Fu docente presso il seminario diocesano, del quale divenne anche rettore dal 1897 fino al 1905.

### Ministero episcopale
Il 15 settembre 1905 papa Pio X lo designò come nuovo vescovo di Piacenza; succedette a Giovanni Battista Scalabrini, deceduto il 1º giugno precedente.
Come vescovo di Piacenza fu impegnato a combattere l'eresia del modernismo e a fronteggiare varie calamità come diverse inondazioni del Po e la Grande Guerra.

## Genealogia episcopale e successione apostolica
La genealogia episcopale è:
- Cardinale Scipione Rebiba
- Cardinale Giulio Antonio Santori
- Cardinale Girolamo Bernerio, O.P.
- Arcivescovo Galeazzo Sanvitale
- Cardinale Ludovico Ludovisi
- Cardinale Luigi Caetani
- Cardinale Ulderico Carpegna
- Cardinale Paluzzo Paluzzi Altieri degli Albertoni
- Papa Benedetto XIII
- Papa Benedetto XIV
- Papa Clemente XIII
- Cardinale Marcantonio Colonna
- Cardinale Giacinto Sigismondo Gerdil, B.
- Cardinale Giulio Maria della Somaglia
- Cardinale Carlo Odescalchi, S.I.
- Cardinale Costantino Patrizi Naro
- Cardinale Lucido Maria Parocchi
- Vescovo Antonio Feruglio
- Vescovo Giovanni Maria Pellizzari

La successione apostolica è:
- Vescovo Giuseppe Dallepiane (1911)